# Чеймбер-поп
Чеймбер-поп (англ. Chamber pop, камерный поп) или орк-поп (англ. ork-pop, сокр. форма от оркестровый поп, англ. orchestral pop) — стиль рок-музыки, характеризуемый акцентом на мелодии и текстуре, обильным применением струнных, духовых, фортепиано, вокальных гармоний и других элементов из лаунжа и оркестровой поп-музыки 1960-х годов. Он, главным образом, основывался на творчестве Брайана Уилсона из группы The Beach Boys (особенно повлиял альбом Pet Sounds) и композитора Берта Бакарака. Также свой вклад сделали продюсеры Генри Манчини, Ли Хезлвуд, Фил Спектор и певец Скотт Уокер.
В середине 1990-х чеймбер-поп развивался как поджанр инди-попа или инди-рока, где музыканты выступали против дисторшна, лоу-фай-эстетики и простых аранжировок, характерных для альтернативной музыки и модерн-рока той эпохи. В Японии появилось параллельное течение под названием сибуя-кэй — инди-жанр, который был сформирован на той же самой основе влияний.

## История

### Появление
Устав от трёх-аккордной простоты гранжа и неопанка, новая порода поп-творцов возвращает к таким вдохновителям, как Брайан Уилсон, Берт Бакарак и Фил Спектор, в желании создания прекрасно оркестрованных поп-шедевров. (…) их музыка предлагает альтернативу для тех, кто устал от искажённых гитар и тоскливого вокала.
Оригинальный текст (англ.)Bored by the three-chord simplicity of grunge and neo-punk, a new breed of popsmiths is going back to such inspirations as Brian Wilson, Burt Bacharach, and Phil Spector in the quest for building the perfect orchestrated pop masterpiece. (...) their music offers an alternative for those who have grown tired of distorted guitars and angst-ridden vocals.
— Крэйг Розен из Billboard (1996)
Среди примеров орк-попа Крэйг Розен отмечает исполнителей Yum-Yum, The High Llamas, Richard Davies, Eric Matthews, Spookey Ruben, Witch Hazel и Liam Hayes (Plush). При этом Eric Matthews и Richard Davies известны также по работе в группе Cardinal, признанной в качестве лидера орк-поп-движения. Мария Шерр из Popmatters пишет в обзоре переиздания их дебютного альбома: «в некоторых кругах его называют ответом гранжевой эры на Pet Sounds (1966) группы The Beach Boys». Музыкальный критик Джим ДеРогэтис связывает орк-поп и чеймбер-поп с такими группам, как Yum-Yum, Cardinal, Lambchop и The Decemberists.

## Представители
Среди представителей чеймбер-попа портал Allmusic выделяет The Decemberists, Rufus Wainwright, Antony and the Johnsons, Belle and Sebastian, Of Monsters and Men, Tindersticks, The Pernice Brothers, The Selecter, The Divine Comedy, Sébastien Tellier, Momus, The Polyphonic Spree, Carissa’s Wierd, Jeremy Enigk и прочих.